# میشل فوگلیا
میشل فوگلیا (انگلیسی: Michele Foglia؛ زادهٔ ۳۰ ژانویهٔ ۱۹۹۸) بازیکن فوتبال است.